# Ryūsei Ikeda
Ryūsei Ikeda (jap. 池田流星 Ikeda Ryūsei; ur. 25 października 2000 w Sapporo) – japoński skoczek narciarski. Medalista zimowej uniwersjady (2023), uczestnik mistrzostw świata juniorów (2020).
W sierpniu 2019 zadebiutował w FIS Cupie, zajmując 10. i 16. miejsce w Pjongczangu. W lutym 2020 po raz pierwszy w karierze wystartował w Pucharze Kontynentalnym, kończąc zawody w Predazzo na 31. i 39. pozycji. W marcu tego samego roku wystartował na Mistrzostwach Świata Juniorów 2020, zajmując 5. miejsce w konkursie drużynowym mężczyzn oraz 9. lokatę w mikście.
Wystartował na Zimowej Uniwersjadzie 2023, gdzie zajął 6. miejsce indywidualnie, a także zdobył srebrny medal w rywalizacji drużyn mieszanych oraz brązowy medal w zespole męskim.

## Mistrzostwa świata juniorów

### Drużynowo
| 2020 Oberwiesenthal | – | 5. miejsce, 9. miejsce (drużyna mieszana) |

### Starty R. Ikedy na mistrzostwach świata juniorów – szczegółowo
| Miejsce | Dzień   | Rok  | Miejscowość    | Skocznia            | Punkt K | HS     | Konkurs      | Skok 1  | Skok 2 | Nota                  | Strata    | Zwycięzca |
| ------- | ------- | ---- | -------------- | ------------------- | ------- | ------ | ------------ | ------- | ------ | --------------------- | --------- | --------- |
| 5.      | 7 marca | 2020 | Oberwiesenthal | Fichtelbergschanzen | K-95    | HS-105 | druż.        | 93,5 m  | 94,0 m | 759,2 pkt (197,6 pkt) | 141,1 pkt | Słowenia  |
| 9.      | 8 marca | 2020 | Oberwiesenthal | Fichtelbergschanzen | K-95    | HS-105 | druż. miesz. | 101,5 m | –      | 407,0 pkt (139,7 pkt) | 616,3 pkt | Austria   |

## Uniwersjada

### Indywidualnie
| 2023 Lake Placid | – | 6. miejsce |

### Drużynowo
| 2023 Lake Placid | – | srebrny medal (drużyna mieszana), 5. miejsce (sztafeta mieszana), brązowy medal |

### Starty R. Ikedy na uniwersjadzie – szczegółowo
| Miejsce | Dzień       | Rok  | Miejscowość | Skocznia            | Punkt K | HS     | Konkurs       | Skok 1 | Skok 2 | Nota                  | Strata   | Zwycięzca      |
| ------- | ----------- | ---- | ----------- | ------------------- | ------- | ------ | ------------- | ------ | ------ | --------------------- | -------- | -------------- |
| 6.      | 16 stycznia | 2023 | Lake Placid | MacKenzie Intervale | K-90    | HS-100 | indywid.      | 88,0 m | 91,0 m | 233,9 pkt             | 23,4 pkt | Danił Wasiljew |
| 2.      | 18 stycznia | 2023 | Lake Placid | MacKenzie Intervale | K-90    | HS-100 | druż. miesz.  | 91,0 m | 89,0 m | 405,0 pkt (216,6 pkt) | 16,3 pkt | Polska I       |
| 5.      | 19 stycznia | 2023 | Lake Placid | MacKenzie Intervale | K-90    | HS-100 | sztaf. miesz. | 92,0 m | 92,0 m | 218,9 pkt (122,6 pkt) | +1:21,5  | Japonia I      |
| 3.      | 20 stycznia | 2023 | Lake Placid | MacKenzie Intervale | K-90    | HS-100 | druż.         | 88,5 m | 88,5 m | 452,9 pkt (217,1 pkt) | 17,6 pkt | Austria I      |

## Puchar Kontynentalny

### Miejsca w poszczególnych konkursach Pucharu Kontynentalnego
stan po zakończeniu sezonu 2023/2024
| Źródło                                                                        | Źródło            | Źródło     | Źródło     | Źródło              | Źródło              | Źródło                       | Źródło                       | Źródło          | Źródło          | Źródło        | Źródło        | Źródło           | Źródło           | Źródło              | Źródło              | Źródło            | Źródło           | Źródło           | Źródło              | Źródło              | Źródło        | Źródło        | Źródło      | Źródło      | Źródło         | Źródło         | Źródło | Źródło | Źródło | Źródło | Źródło | Źródło | Źródło | Źródło | Źródło | Źródło | Źródło | Źródło | Źródło | Źródło | Źródło | Źródło | Źródło | Źródło | Źródło | Źródło | Źródło | Źródło | Źródło |
| ----------------------------------------------------------------------------- | ----------------- | ---------- | ---------- | ------------------- | ------------------- | ---------------------------- | ---------------------------- | --------------- | --------------- | ------------- | ------------- | ---------------- | ---------------- | ------------------- | ------------------- | ----------------- | ---------------- | ---------------- | ------------------- | ------------------- | ------------- | ------------- | ----------- | ----------- | -------------- | -------------- | ------ | ------ | ------ | ------ | ------ | ------ | ------ | ------ | ------ | ------ | ------ | ------ | ------ | ------ | ------ | ------ | ------ | ------ | ------ | ------ | ------ | ------ | ------ |
| Sezon 2019/2020                                                               |                   |            |            |                     |                     |                              |                              |                 |                 |               |               |                  |                  |                     |                     |                   |                  |                  |                     |                     |               |               |             |             |                |                |        |        |        |        |        |        |        |        |        |        |        |        |        |        |        |        |        |        |        |        |        |        |        |
| Vikersund HS117                                                               | Vikersund HS117   | Ruka HS142 | Ruka HS142 | Bischofshofen HS142 | Bischofshofen HS142 | Klingenthal HS140            | Klingenthal HS140            | Sapporo HS137   | Sapporo HS137   | Planica HS138 | Planica HS138 | Brotterode HS117 | Brotterode HS117 | Iron Mountain HS133 | Iron Mountain HS133 | Predazzo HS104    | Predazzo HS104   | Rena HS139       | Lahti HS130         | Lahti HS130         | punkty        | punkty        | punkty      | punkty      | punkty         | punkty         | punkty | punkty | punkty | punkty | punkty | punkty | punkty | punkty | punkty | punkty | punkty | punkty | punkty |        |        |        |        |        |        |        |        |        |        |
| -                                                                             | -                 | -          | -          | -                   | -                   | -                            | -                            | -               | -               | -             | -             | -                | -                | -                   | -                   | 31                | 39               | -                | -                   | -                   | 0             | 0             | 0           | 0           | 0              | 0              | 0      | 0      | 0      | 0      | 0      | 0      | 0      | 0      | 0      | 0      | 0      | 0      | 0      |        |        |        |        |        |        |        |        |        |        |
| Sezon 2023/2024                                                               |                   |            |            |                     |                     |                              |                              |                 |                 |               |               |                  |                  |                     |                     |                   |                  |                  |                     |                     |               |               |             |             |                |                |        |        |        |        |        |        |        |        |        |        |        |        |        |        |        |        |        |        |        |        |        |        |        |
| Lillehammer HS140                                                             | Lillehammer HS140 | Ruka HS142 | Ruka HS142 | Engelberg HS140     | Engelberg HS140     | Garmisch-Partenkirchen HS142 | Garmisch-Partenkirchen HS142 | Innsbruck HS128 | Innsbruck HS128 | Sapporo HS137 | Sapporo HS137 | Sapporo HS137    | Willingen HS147  | Willingen HS147     | Lillehammer HS140   | Lillehammer HS140 | Brotterode HS117 | Brotterode HS117 | Iron Mountain HS133 | Iron Mountain HS133 | Planica HS138 | Planica HS138 | Lahti HS130 | Lahti HS130 | Zakopane HS140 | Zakopane HS140 | punkty |        |        |        |        |        |        |        |        |        |        |        |        |        |        |        |        |        |        |        |        |        |        |
| 35                                                                            | 32                | 38         | 37         | -                   | -                   | -                            | -                            | -               | -               | -             | -             | -                | -                | -                   | -                   | -                 | -                | -                | -                   | -                   | -             | -             | -           | -           | -              | -              | 0      |        |        |        |        |        |        |        |        |        |        |        |        |        |        |        |        |        |        |        |        |        |        |
| Legenda                                                                       |                   |            |            |                     |                     |                              |                              |                 |                 |               |               |                  |                  |                     |                     |                   |                  |                  |                     |                     |               |               |             |             |                |                |        |        |        |        |        |        |        |        |        |        |        |        |        |        |        |        |        |        |        |        |        |        |        |
| 1 2 3 4-10 11-30 poniżej 30 dq – dyskwalifikacja - − zawodnik nie wystartował |                   |            |            |                     |                     |                              |                              |                 |                 |               |               |                  |                  |                     |                     |                   |                  |                  |                     |                     |               |               |             |             |                |                |        |        |        |        |        |        |        |        |        |        |        |        |        |        |        |        |        |        |        |        |        |        |        |

## FIS Cup

### Miejsca w klasyfikacji generalnej
| Sezon     | Miejsce |
| --------- | ------- |
| 2019/2020 | 91.     |
| 2023/2024 | 94.     |

### Miejsca w poszczególnych konkursachFIS Cupu
stan po zakończeniu sezonu 2023/2024
| Sezon 2019/2020                                                               |               |                  |                  |              |              |             |             |                  |                  |               |               |             |             |                |                |               |               |                |                |         |         |        |        |        |        |        |        |        |        |        |        |        |        |        |        |        |        |        |
| Szczyrk                                                                       | Szczyrk       | Szczuczyńsk      | Szczuczyńsk      | Ljubno       | Ljubno       | Pjongczang  | Pjongczang  | Râșnov           | Râșnov           | Villach       | Villach       | Notodden    | Notodden    | Oberwiesenthal | Oberwiesenthal | Zakopane      | Zakopane      | Rastbüchl      | Rastbüchl      | Villach | Villach | punkty |        |        |        |        |        |        |        |        |        |        |        |        |        |        |        |        |
| -                                                                             | -             | -                | -                | -            | -            | 10          | 16          | -                | -                | -             | -             | -           | -           | -              | -              | -             | -             | -              | -              | -       | -       | 41     |        |        |        |        |        |        |        |        |        |        |        |        |        |        |        |        |
| Sezon 2023/2024                                                               |               |                  |                  |              |              |             |             |                  |                  |               |               |             |             |                |                |               |               |                |                |         |         |        |        |        |        |        |        |        |        |        |        |        |        |        |        |        |        |        |
| Szczyrk HS104                                                                 | Szczyrk HS104 | Einsiedeln HS117 | Einsiedeln HS117 | Villach HS98 | Villach HS98 | Râșnov HS97 | Râșnov HS97 | Kandersteg HS106 | Kandersteg HS106 | Notodden HS98 | Notodden HS98 | Falun HS100 | Falun HS100 | Szczyrk HS104  | Szczyrk HS104  | Oberhof HS100 | Oberhof HS100 | Zakopane HS140 | Zakopane HS140 | punkty  | punkty  | punkty | punkty | punkty | punkty | punkty | punkty | punkty | punkty | punkty | punkty | punkty | punkty | punkty | punkty | punkty | punkty | punkty |
| -                                                                             | -             | 16               | 19               | -            | -            | -           | -           | -                | -                | -             | -             | -           | -           | -              | -              | -             | -             | -              | -              | 27      | 27      | 27     | 27     | 27     | 27     | 27     | 27     | 27     | 27     | 27     | 27     | 27     | 27     | 27     | 27     | 27     | 27     | 27     |
| Legenda                                                                       |               |                  |                  |              |              |             |             |                  |                  |               |               |             |             |                |                |               |               |                |                |         |         |        |        |        |        |        |        |        |        |        |        |        |        |        |        |        |        |        |
| 1 2 3 4-10 11-30 poniżej 30 dq – dyskwalifikacja - − zawodnik nie wystartował |               |                  |                  |              |              |             |             |                  |                  |               |               |             |             |                |                |               |               |                |                |         |         |        |        |        |        |        |        |        |        |        |        |        |        |        |        |        |        |        |